# 今西健太
今西 健太（いまにし けんた）は、日本の俳優、プロデューサー。
俳優としての芸名は「イマニシケンタ」。

## 参加作品
- ゴジラ FINAL WARS（2004年） - 制作進行
- 青春の門-筑豊篇-（2005年） - 制作担当
- ウルトラマンメビウス（2006年 - 2007年） - 制作進行
- 怪奇大作戦 セカンドファイル（2007年） - 制作進行
- Little DJ〜小さな恋の物語（2007年） - 制作進行[2]
- ふるさとをください（2008年） - 制作進行[2]
- 誰も守れない（2009年） - 制作応援
- 長髪大怪獣ゲハラ（2009年） - 制作応援
- マジすか学園（2010年） - 車両協力
- 蛇のひと（2010年） - 制作応援
- 春休みの恋人（2011年） - 制作担当
- 春休みの恋人 〜CS特別版〜（2011年） - 制作応援
- マジすか学園2（2011年） - 車両協力
- ウルトラゾーン（2011年 - 2012年） - 制作応援
- さばドル 第3 - 6話（2012年）
- 向田邦子 イノセント 第3話（2012年）
- タイムスクープハンター シーズン4 第3・8話（2012年）
- マジすか学園3（2012年） - 車両協力
- タイムスクープハンター シーズン5 第6・12話（2013年）
- ウルトラマンギンガS（2014年） - 制作主任
- 劇場版 ウルトラマンギンガS 決戦!ウルトラ10勇士!!（2015年） - 制作主任
- 鹿沼（2019年） - 制作担当[2]

## 出演作品
- 深夜食堂（第1部） 第8話（2009年） - 助監督
- 宇宙犬作戦 第8話（2010年） - AD
- TOKYO コントロール 第4・6話（2011年）
- タイムスクープハンター シーズン3 第9・10話（2011年）
- サラリーマンNEO 劇場版（笑）（2011年）
- ウルトラゾーン（2011年 - 2012年） - 高木透
- しあわせのパン（2012年）[1]
- マジすか学園3 第7 - 12話（2012年）
- タイムスクープハンター シーズン5 第12話（2013年）
- 怪奇大作戦 ミステリー・ファイル 第1話（2013年）
- ウルトラマンX 第16話（2015年） - ディレクター
- 血ぃともだち（2019年製作、2022年2月5日公開）